# Канделарио, Хеймер
Хеймер Канделарио (исп. Jeimer Candelario, 24 ноября 1993, Нью-Йорк) — американо-доминиканский бейсболист, инфилдер команды МЛБ «Детройт Тайгерс».

## Карьера
Хеймер родился в Нью-Йорке, в возрасте пяти лет переехал в Доминиканскую Республику, где его отец открыл свой бейсбольный тренировочный центр.
В сентябре 2010 года подписал контракт с «Чикаго Кабс». На следующий год дебютировал в профессиональном бейсболе за фарм-клуб «Кабс» в Доминиканской лиге. В 2012 и 2013 годах выступал за «Бойсе Хокс» и «Кейн Каунти Кугарс» в младших лигах. В 2015 году был переведён в лигу АА в состав «Теннесси Смоукиз», а в конце сезона был включён в расширенный состав «Кабс». В чемпионате 2016 года играл в лиге AAA за «Айова Кабс». В первых 25-и играх за команду отбивал с процентом 33,3.
3 июля 2016 года Канделарио заменил в основном составе Чикаго Кабс травмированного Криса Каглина. В чемпионате сыграл за команду в пяти матчах и не вошёл в состав «Кабс» на игры плей-офф.
31 июля 2017 года Хеймера обменяли в «Детройт Тайгерс».